# Järvenpää
Pour les articles homonymes, voir Järvenpää (homonymie).
Järvenpää (bout du lac) est une ville du Sud de la Finlande dans la région d'Uusimaa et la province de Finlande méridionale.

## Géographie
Järvenpää fait partie du Grand Helsinki et se situe en banlieue nord d'Helsinki.
La ville se situe à l'extrémité nord du lac Tuusulanjärvi. C'est là que Jean Sibelius résidait, dans sa maison d'Ainola construite en 1904 par Lars Sonck, et ce jusqu'à sa mort en 1957. La maison est aujourd'hui le principal centre touristique de la commune. Au début du XXe siècle, de nombreux autres artistes se sont installés au bord du lac pour fuir les tentations d'Helsinki.
La ville est issue d'une scission de Tuusula en 1951. Elle est largement industrielle et densément peuplée. On y trouve néanmoins plusieurs parcs et deux zones protégées.
Järvenpää est bordée par les municipalités suivantes :
Mäntsälä au nord, Tuusula à l'ouest et au sud, et Sipoo à l'est.

## Démographie
Depuis 1980, l'évolution démographique de Järvenpää est la suivante,, :
| Année      | 1980   | 1985   | 1990   | 1995   | 2000   | 2005   |
| ---------- | ------ | ------ | ------ | ------ | ------ | ------ |
| population | 23 281 | 27 220 | 31 525 | 34 436 | 35 915 | 37 505 |

| Année      | 2010   | 2015   | 2020   | 2023   |
| ---------- | ------ | ------ | ------ | ------ |
| population | 38 680 | 40 685 | 44 019 | 46 490 |

## Transports

### Transports routiers
Järvenpää se situe à 37 km du centre d'Helsinki, reliée en moins de 30 minutes au centre-ville via l'autoroute de Lahti (nationale 4, E75).
La voie de Tuusula relie aussi Helsinki à Järvenpää, l'aéroport d'Helsinki-Vantaa est à 20 min.
Kerava est à 11 km au sud et Hyvinkää à 25 km au nord-ouest.

### Transports ferroviaires
La voie ferroviaire principale de Finlande passe par le centre de Järvenpää. Järvenpää dispose de la gare de Järvenpää, la gare de Kyrölä, la gare de Saunakallio, la gare d'Haarajoki et de la halte de Purola (fi).
Les trains R et T circulant entre Helsinki et Riihimäki ou Tampere s'arrêtent aux gares de Järvenpää. Les trains D s'arrêtent également à la gare de Järvenpää. La gare d'Haarajoki est desservie par les trains Z vers Helsinki et Lahti.

## Politique et administration

### Subdivisions administratives
Järvenpää comprend 25 quartiers:
| N° | Quartier    |
| -- | ----------- |
| 1  | Keskus      |
| 2  | Loutti      |
| 3  | Saunakallio |
| 4  | Kyrölä      |
| 5  | Kinnari     |
| 6  | Pöytäalho   |
| 7  | Pajala      |
| 8  | Sorto       |
| 9  | Jamppa      |
| 10 | Wärtsilä    |
| 11 | Nummenkylä  |
| 12 | Peltola     |
| 13 | Isokytö     |

| N° | Quartier   | Carte |
| -- | ---------- | ----- |
| 14 | Pietilä    |       |
| 15 | Haarajoki  |       |
| 16 | Mylly      |       |
| 17 | Mikonkorpi |       |
| 18 | Satumetsä  |       |
| 19 | Terhola    |       |
| 20 | Satukallio |       |
| 21 | Ristinummi |       |
| 22 | Lepola     |       |
| 23 | Terioja    |       |
| 24 | Vanhakylä  |       |
| 25 | Kaakkola   |       |
| .  | .          |       |

### Conseil municipal
| Répartition des sièges et participation aux élections municipales |        |        |           |          |        |        |        |        |        |        |        |               |
| Élection | Sièges | Sièges | Sièges    | Sièges   | Sièges | Sièges | Sièges | Sièges | Sièges | Sièges | Sièges | Participation |
| Élection | SDP    | Kok.   | SKDL Vas. | LKP Lib. | SKL KD | Kesk.  | SMP PS | J+a    | SKP    | Vihr.  | autres | Participation |
| 1976 | 15     | 12     | 9         | 4        | 3      | −      | −      |        |        |        | −      | 76,2 %        |
| 1980 | 14     | 15     | 8         | 3        | 1      | 1      | 1      |        |        |        |        | 75,1 %        |
| 1984 | 14     | 16     | 6         |          | 2      | 3      | 2      |        |        |        | −      | 68,0 %        |
| 1988 | 16     | 15     | 3         | 1        | 1      | 3      | −      | 2      |        |        | 2b     | 63,2 %        |
| 1992 | 17     | 11     | 5         | 2        | 2      | 2      | 3      | 9      |        |        | −      | 66,5 %        |
| 1996 | 17     | 14     | 4         | −        | 2      | 2      |        | 9      |        |        | 3c     | 57,6 %        |
| 2000 | 14     | 12     | 3         |          | 2      | 5      |        | 9      | 1      |        | 5d     | 49,8 %        |
| 2004 | 14     | 13     | 3         | 1        | 1      | 7      | −      | 7      | 1      | 4      | −      | 54,8 %        |
| 2008 | 13     | 14     | 2         |          | 2      | 6      | 2      | 5      | −      | 7      | −      | 57,6 %        |
| 2012 | 11     | 12     | 3         |          | 1      | 4      | 6      | 7      | −      | 7      | −      | 54,9 %        |
| 2017 | 10     | 11     | 3         |          | 2      | 5      | 4      | 8      | −      | 8      | −      | 56,2 %        |
| 2021 | 11     | 11     | 2         |          | 1      | 4      | 10     | 5      | −      | 7      | −      | 51,9 %        |
| a Järvenpää 2000 – sitoutumattomien ja vihreiden yhteislista (1988,1992,1996), Järvenpää 2000+ (2000, 2004, 2008), Järvenpää Plus (2012, 2017) b Demokraattinen Vaihtoehto (2) c Nuorsuomalainen Puolue d PRO Järvenpää (4), Remonttiryhmä (1) |        |        |           |          |        |        |        |        |        |        |        |               |
| Source: Tilastokeskus,, Oikeusministeriö |        |        |           |          |        |        |        |        |        |        |        |               |

## Économie

### Principales entreprises
En 2021, les principales entreprises de Järvenpää par chiffre d'affaires sont :
| Société                                | C.A.   |
| -------------------------------------- | ------ |
| Mitsubishi Logisnext Europe Oy         | 159 M€ |
| Supersorsa Investment Oy               | 106 M€ |
| Helsingin Mylly Oy                     | 48 M€  |
| K-Citymarket Järvenpää                 | 43 M€  |
| Ammattiopisto Spesia Oy                | 43 M€  |
| Kuljetus- ja Maanrakennus P Salonen Oy | 32 M€  |
| Auto-Arita Järvenpää                   | 22 M€  |
| K-Rauta Järvenpää                      | 19 M€  |
| Järvenpään Mestariasunnot Oy           | 18 M€  |
| Puukoti Group Oy                       | 18 M€  |

### Employeurs
En 2021, ses plus importants employeurs:
| Employeur                                      | Employés |
| ---------------------------------------------- | -------- |
| Ammattiopisto Spesia Oy                        | 628      |
| Mitsubishi Logisnext Europe Oy                 | 442      |
| Järvenpään ateria- ja siivouspalvelut Jatsi Oy | 221      |
| K-Citymarket Järvenpää                         | 101      |
| Kuljetus- ja Maanrakennus P Salonen Oy         | 96       |
| Auramo Oy                                      | 76       |
| Esperi Palvelukoti Kivipuisto                  | 65       |
| UVL Talotekniikka Oy                           | 63       |
| Mestaritoiminta Oy                             | 61       |
| Helsingin Mylly Oy                             | 56       |

## Architecture
Juhani Aho et son épouse Venny Soldan-Brofeldt s’installent à Järvenpää en novembre 1897.
Ils habiteront 14 ans au bord du Tuusulanjärvi dans leur villa Vårbacka qui sera plus tard renommée Ahola.
La maison Ainola conçue par Lars Sonck pour Jean Sibelius se situe à 2 km au sud du centre-ville et à proximité de la gare d'Ainola qui lui doit son nom.
Jean Sibelius s'y installe le 24 septembre 1904.
De nos jours Ainola est un musée. En 1901, à proximité d'Ahola, Eero Järnefelt s'installe dans sa villa Suviranta (fi) qui lui sert d'atelier et d'habitation pour sa famille.
Quand Sibelius et Eero Järnefelt et leurs familles s'installent après Juhani Aho, se forme à Tuusulanjärvi un groupement d'artistes dont la vie peut se voir dans les différents musées de Järvenpää.
Le Musée d'art de Järvenpää (fi) présente des collections d’œuvres de Venny Soldan-Brofeldt et de Eero Järnefelt.
Le musée est installé dans la bibliothèque de Järvenpää (fi) à proximité de la mairie.
Sur la rive opposée à Ainola se trouve la Villa Kokkonen conçue par Alvar Aalto pour Joonas Kokkonen.
L'église de Järvenpää conçue par Erkki Elomaa en 1968 est représentative du brutalisme.
La mosquée de Järvenpää, construite dans les années 1940 par les Tatars, dispose d'un minaret,.

## Jumelages
| Ville | Ville                     | Pays | Pays       |
| ----- | ------------------------- | ---- | ---------- |
|       | Buchholz in der Nordheide |      | Allemagne  |
|       | Jõgeva                    |      | Estonie    |
|       | Lørenskog                 |      | Norvège    |
|       | Pasadena                  |      | États-Unis |
|       | Rødovre                   |      | Danemark   |
|       | Täby                      |      | Suède      |
|       | Volkhov                   |      | Russie     |
|       | Vác                       |      | Hongrie    |

## Galerie

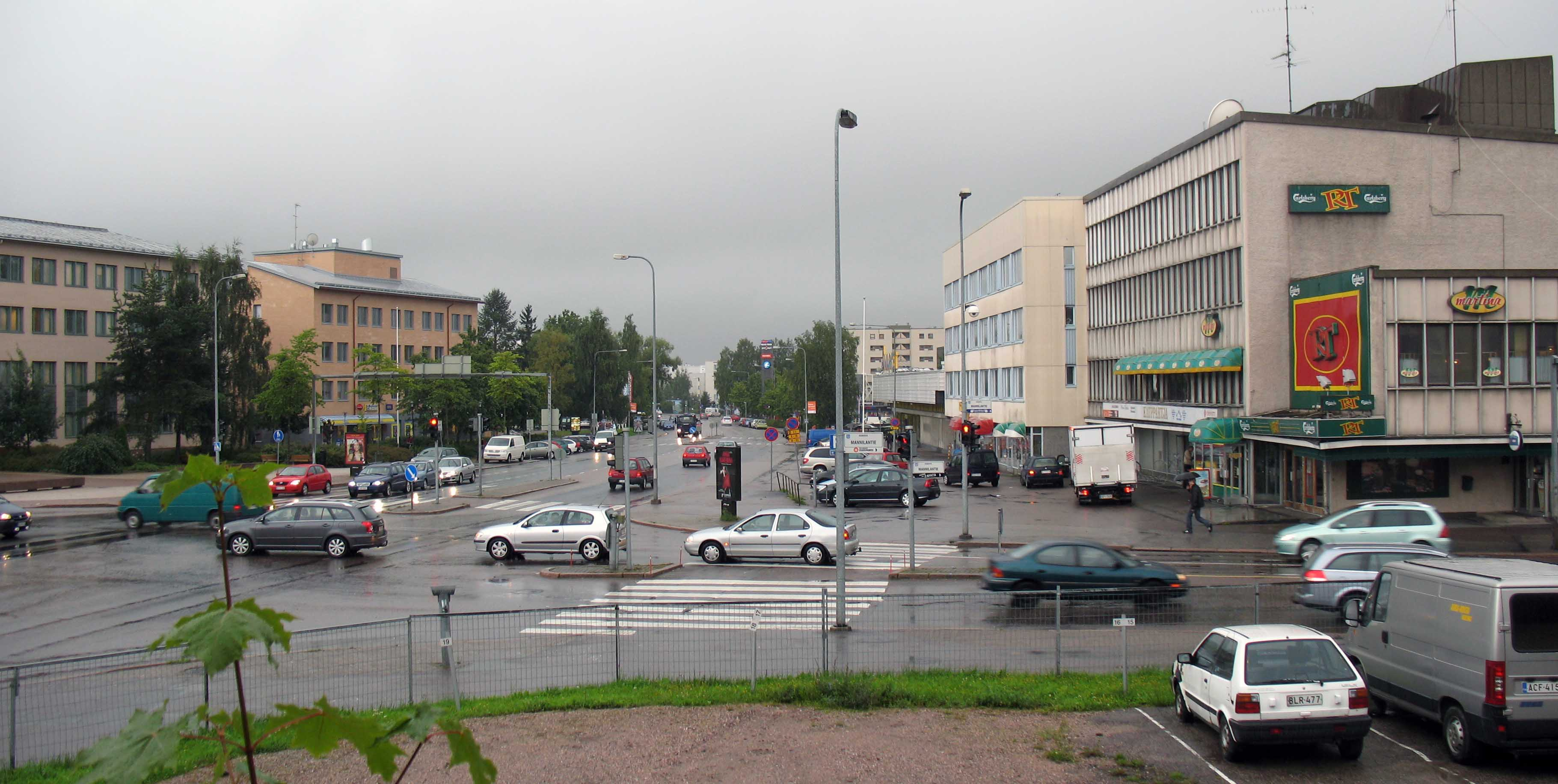
Rue Helsingintie au centre-ville.
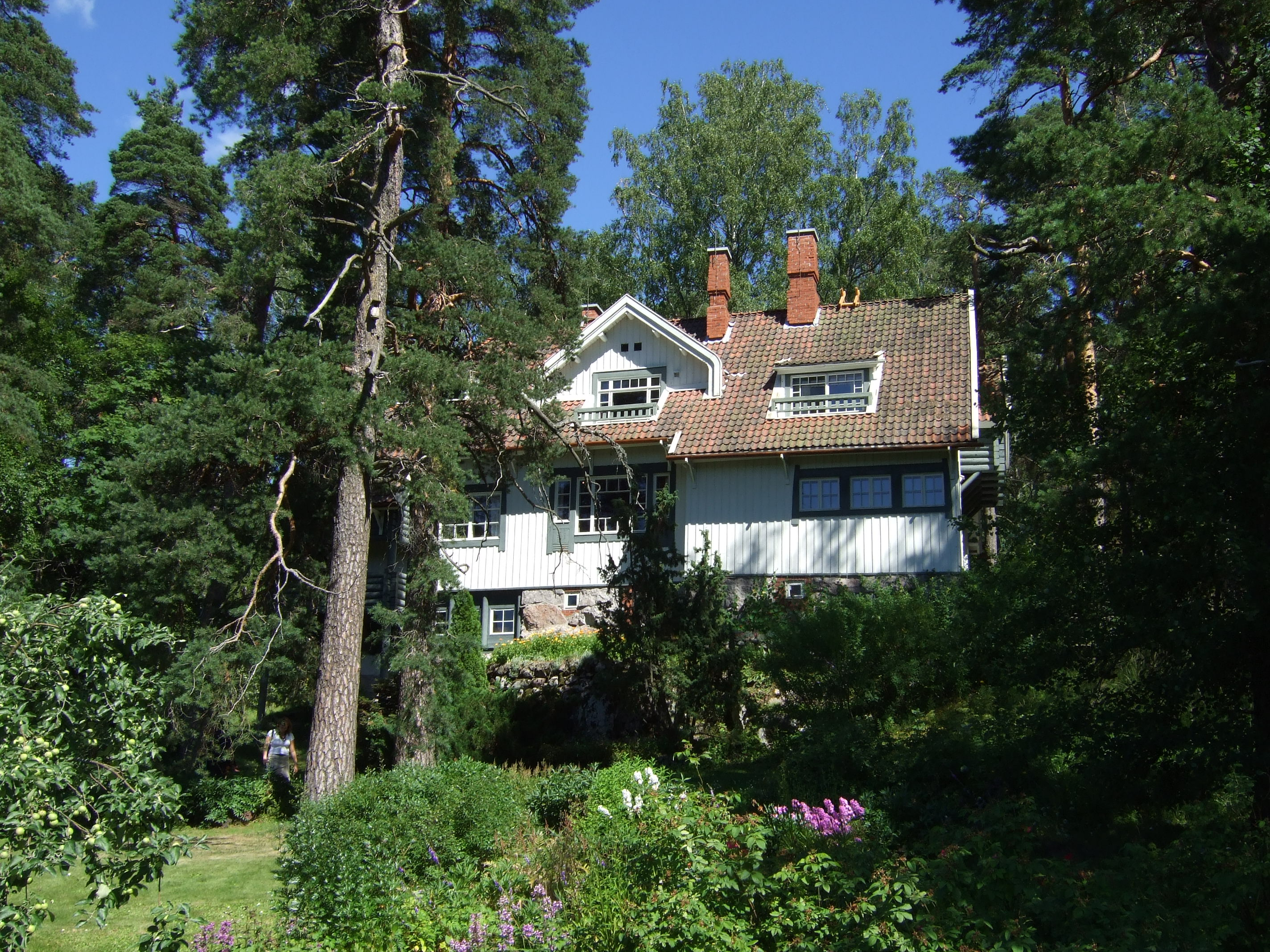
Ainola.
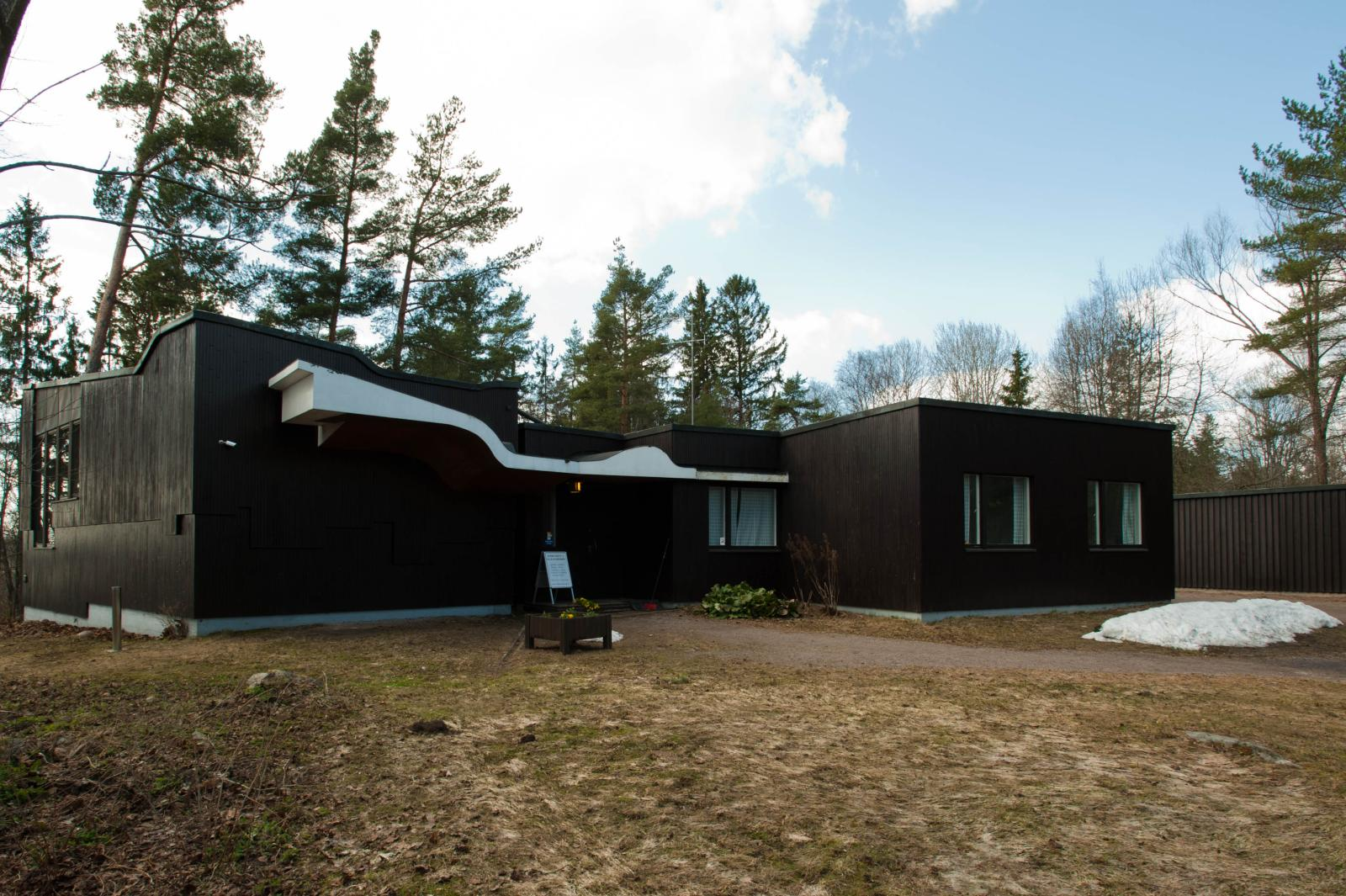
La Villa Kokkonen
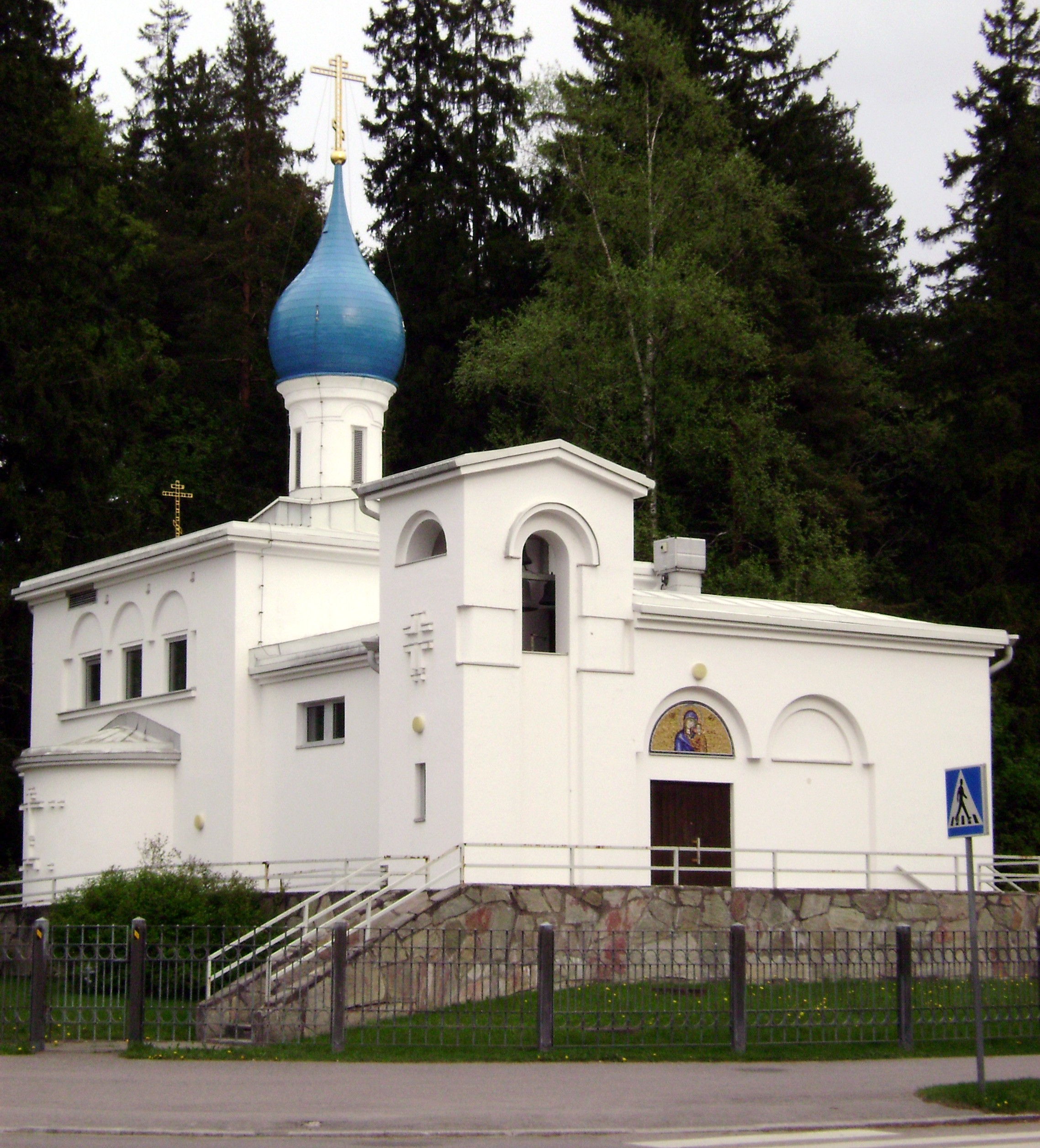
L'église orthodoxe de Järvenpää.

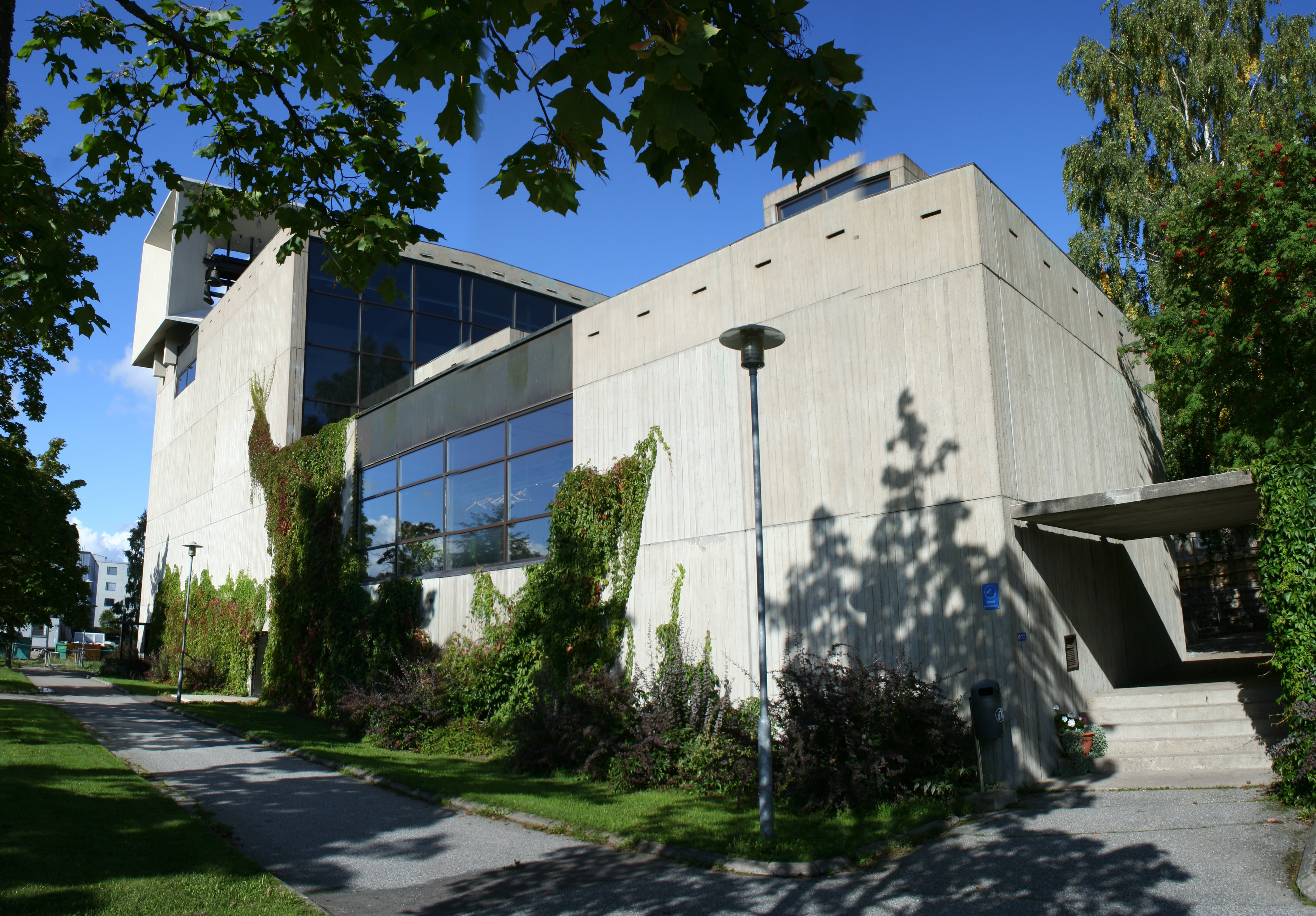
L'église de Järvenpää.
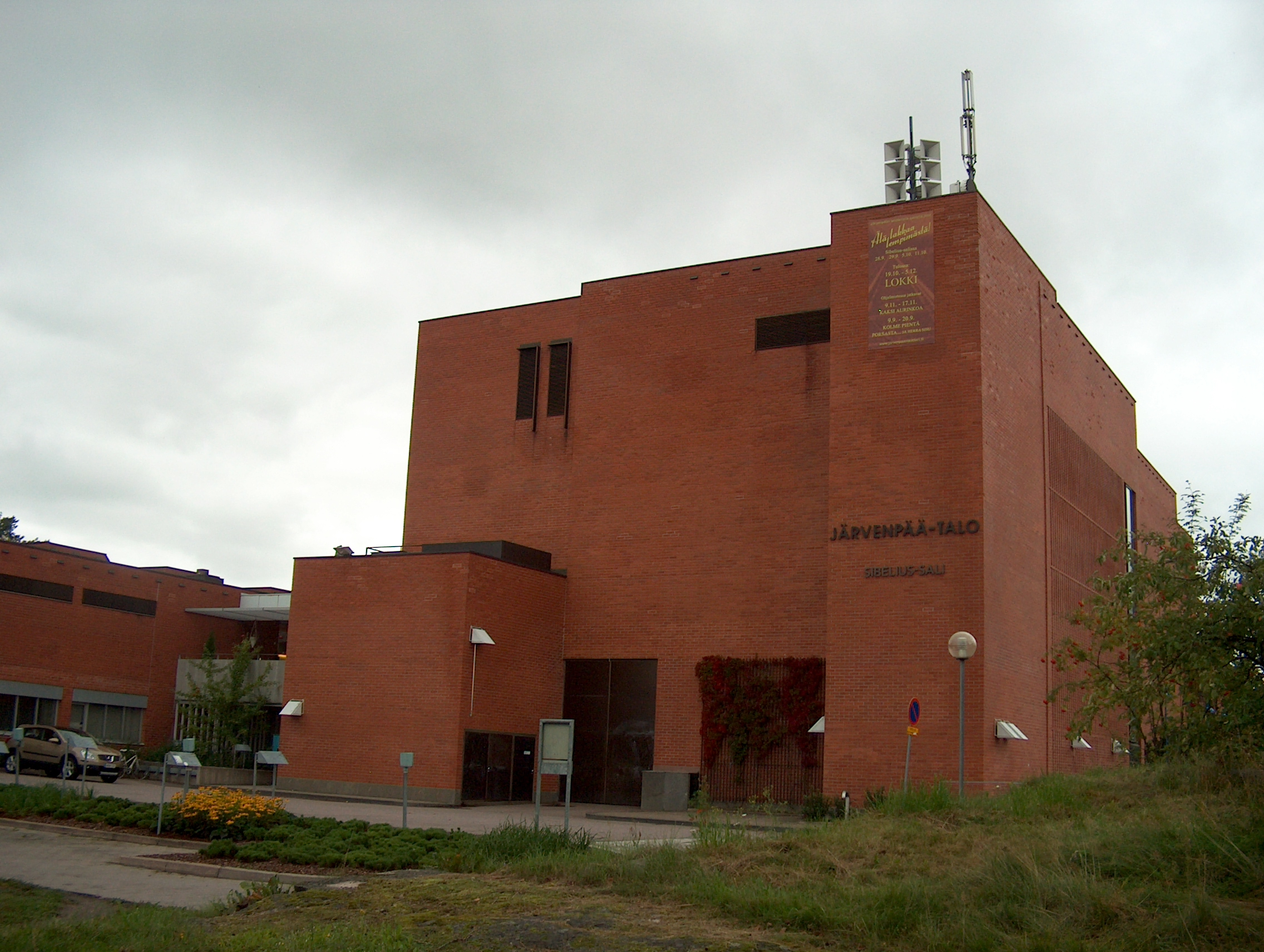
La maison Järvenpäätalo.
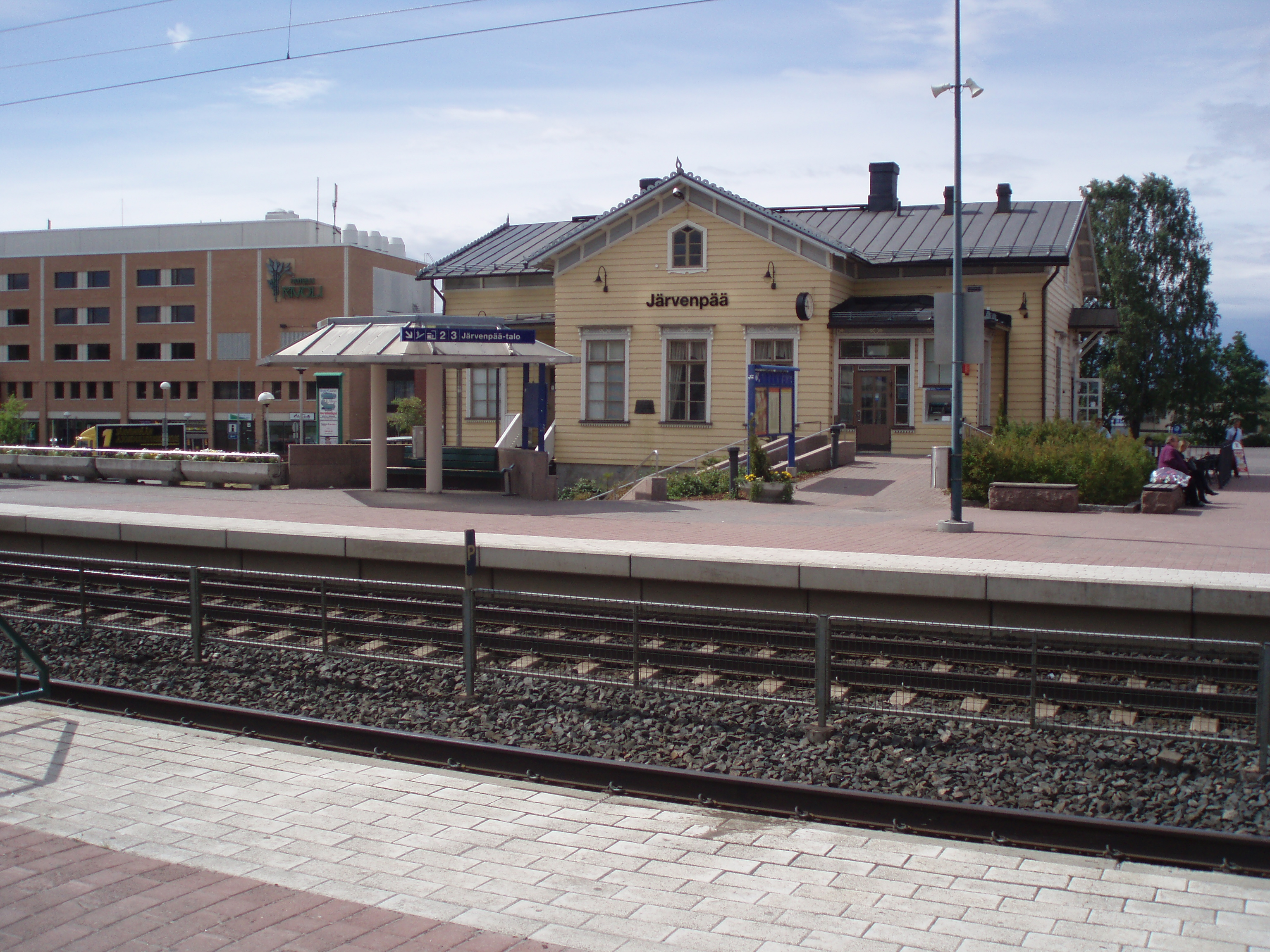
La gare de Järvenpää.
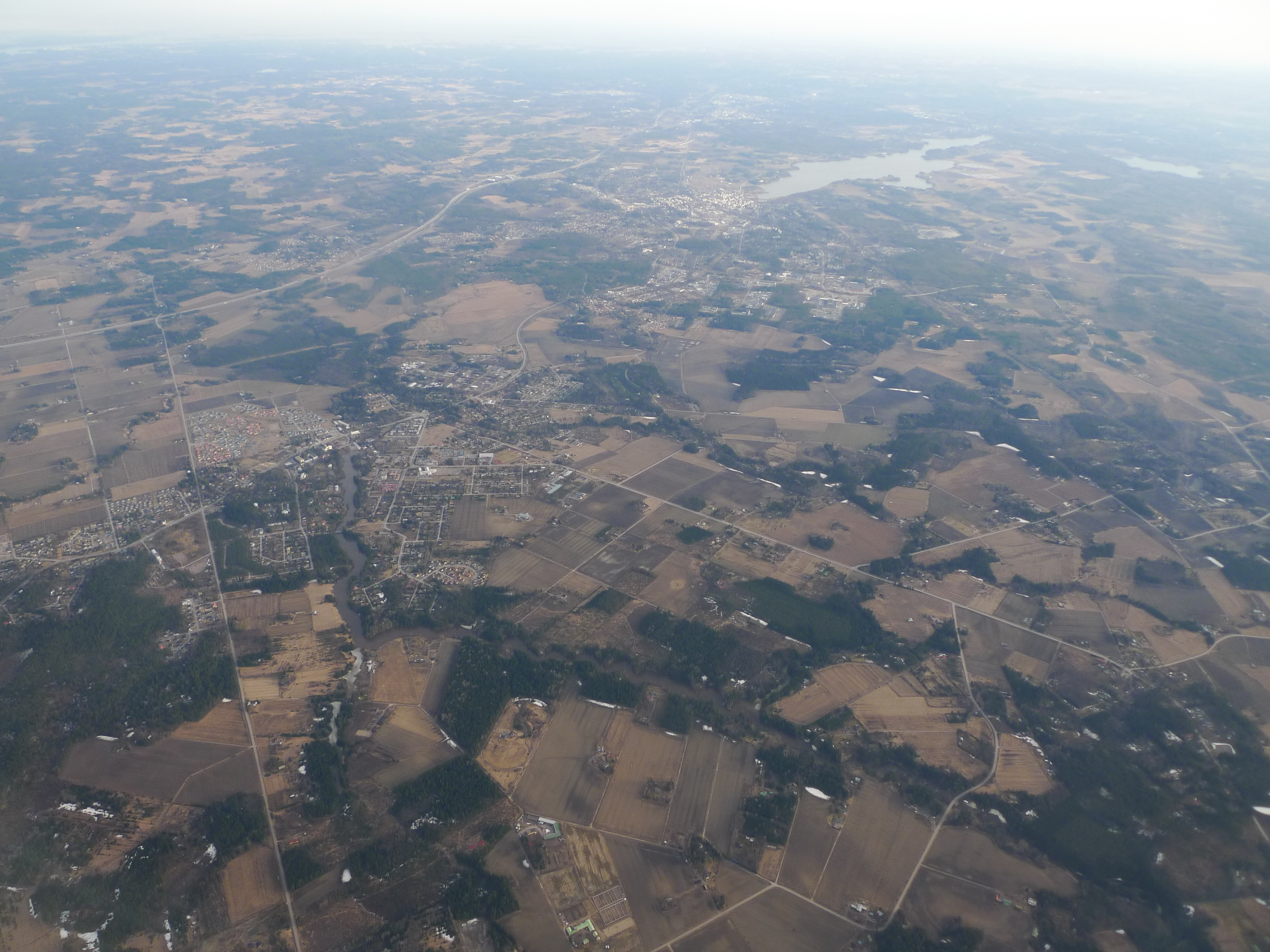
Jokela, Järvenpää, Tuusulanjärvi.
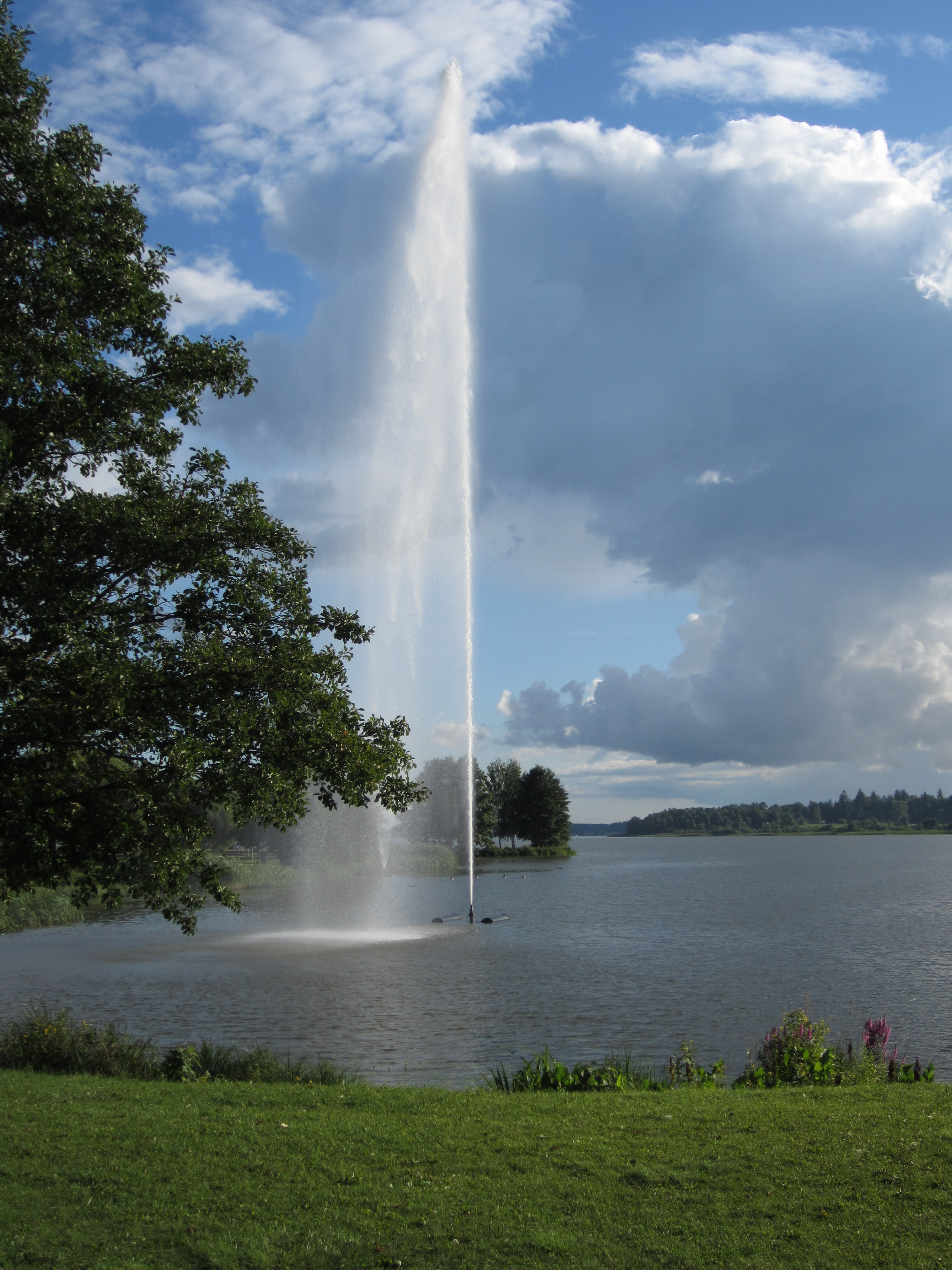
Le jet d'eau du parc rantapuisto.